# Moraro
Moraro (friuli nyelven Morâr) település Olaszországban, Friuli-Venezia Giulia régióban, Gorizia megyében. Lakosainak száma 702 fő (2023. január 1.). Moraro Capriva del Friuli, Cormons, Farra d'Isonzo, Mariano del Friuli, Gradisca d'Isonzo és San Lorenzo Isontino községekkel határos.

## Népesség
A település lakossága az elmúlt években az alábbi módon változott:
| Lakosok száma | 768  | 753  | 702  |
|               | 2017 | 2018 | 2023 |